# واين سميث (لاعب كرة قدم أمريكية)
واين سميث (بالإنجليزية: Wayne Smith)‏ هو لاعب كرة قدم أمريكية أمريكي، ولد في 9 مايو 1957 في شيكاغو في الولايات المتحدة.

## وصلات خارجية
- اين سميث على موقع مرجع كرة القدم المحترفة.كوم (الإنجليزية)
- اين سميث على موقع IMDb (الإنجليزية)